# Glimketal
Das Gebiet Glimketal ist ein 2002 durch das Regierungspräsidium Detmold ausgewiesenes Naturschutzgebiet (NSG-Nummer LIP–040) im Norden der nordrhein-westfälischen Stadt Bad Salzuflen im Kreis Lippe in Deutschland.

## Lage
Das rund 72 Hektar große Naturschutzgebiet Glimketal gehört naturräumlich zum Lippischen Bergland. Es erstreckt sich nördlich des Bad Salzufler Ortsteils Wüsten, zwischen Pillenbruch im Südosten und dem Salzetal im Nordwesten, entlang der namensgebenden Glimke.

## Beschreibung
Die überwiegend naturnah ausgeprägte Glimke verläuft auf einer Länge von rund sieben Kilometer in einem rund ein- bis zweihundert Meter breiten und bis zu 15 Meter hohen Sohl- bzw. Kastental. Der größte Teil des Tals sowie einige Hangpartien werden von Grünland eingenommen, bei den fast durchgängigen Ufergehölzen dominiert die Schwarzerle, lokal sind auch flächige Auwaldbestände ausgebildet.

## Schutzzweck
Wesentlicher Schutzzweck sind die Erhaltung und Optimierung eines für den Landschaftsraum typischen Bachtalsystems mit charakteristischen Biotoptypen
wie naturnahem Bach, Auwald und Feuchtgrünland. Das Gebiet ist aufgrund des überwiegend naturnahen Verlaufs der Glimke sowie des morphologisch und durch seine Nutzungsstruktur typisch ausgeprägten Bachtales besonders schutzwürdig. Es stellt zudem ein bedeutendes Element im Biotopverbund mit dem nordwestlich anschließenden Salzetal dar.

## Biotoptypen
Folgende Biotoptypen sind im Naturschutzgebiet Salzetal bezeichnet:
| - Bachbegleitender Erlenwald - Bachmittellauf im Mittelgebirge - Brachgefallenes Nass- und Feuchtgrünland - Buchenwald - Eichen-Buchenmischwald - Eichen-Hainbuchenmischwald - Erlen-Ufergehölz | - Flutrasen - Grünlandbrache - Nass- und Feuchtwiese - Sicker-/Sumpfquelle - Streuobstweide - Teich |

## Flora und Fauna

### Flora
Aus der schützenswerten Flora sind folgende Arten (Auswahl) zu nennen:
- Breitblättriger Rohrkolben (Typha latifolia)
- Deutsches Weidelgras (Lolium perenne)
- Knick-Fuchsschwanz (Alopecurus geniculatus)
- Knoblauchsrauke (Alliaria petiolata)
- Ufer-Wolfstrapp (Lycopus europaeus)
- Vielblütige Weißwurz (Polygonatum multiflorum)
- Wald-Ziest (Stachys sylvatica)

## Zusammenhang mit anderen Schutzgebieten
Mit dem Naturschutzgebiet Glimketal sind unter anderem die Landschaftsschutzgebiete „Glimkeentstehungsbereich“, „Östliches Seitental des Glimkebaches“, „Seitenbach der Glimke am Boberg“ und
„Seitenbach der Glimke am Pecherhof“ als zusammenhängende Schutzgebiete ausgewiesen.